# Frata
Frata é uma comuna romena localizada no distrito de Cluj, na região histórica da Transilvânia. A comuna possui uma área de 73.01 km² e sua população era de 4274 habitantes segundo o censo de 2007.